# Morris Knight
Morris Homer Knight (Charleston, 25 december 1933) was een Amerikaanse componist en omroepmedewerker.

## Levensloop
Knight studeerde aan de Universiteit van Georgia in Athens en behaalde aldaar zijn Bachelor of Music. Vervolgens studeerde hij aan de Ball State University in Buncie en behaalde zijn Master of Music. In 1956 werd hij medewerker bij de Athens (Georgia) Radio Station en ontwikkelde zich autodidactisch tot vakman in deze sector. In 1962 vertrok hij naar San Francisco en werd daar eveneens medewerker van Radiostations. Onder zijn leiding werden de series Music Now en Composers Showcase geproduceerd. Verder werkte hij aan de serie Aural Comprehension in Music mee.
Verder werkte hij als freelance componist en schreef werken voor verschillende genres.

## Composities

### Werken voor orkest
- 1964: - To the Silken Swift, voor orkest
- 1978: - American Dreams, voor kamerorkest
- - Play, voor orkest

### Werken voor harmonieorkest
- 1959: - Interplay
- 1961: - American Rural Suite
- 1963: - Oconee County Suite
- 1966: - Concert, voor harmonieorkest
- 1967: - Capers
- 1969: - A Wind Symphony, voor harmonieorkest
- 1987: - Visits one, voor spreker en harmonieorkest
  1. Arth
  2. Barth
  3. Carth
  4. Darth
  5. Earth
- 1987: - Visits two, voor spreker en harmonieorkest
- 1988: - Visits three, voor spreker en harmonieorkest
  1. Karth
  2. Larth
  3. Marth
  4. Narth
  5. Oarth
  6. Parth
- 1988: - Visits four, voor spreker en harmonieorkest
- 1988: - Visits five, voor spreker en harmonieorkest
  1. Varth
  2. Warth
  3. Xarth
  4. Yarth
  5. Zarth
- 1989: - Interplay
- - Dimensions, in 4 delen voor harmonieorkest
- - Space Flight

### Muziektheater

#### Opera
| Voltooid in | titel      | aktes       | première                                             | libretto         |
| ----------- | ---------- | ----------- | ---------------------------------------------------- | ---------------- |
| 1964        | The Legend | 2 bedrijven | 28 januari 1965, Buncie, Ball State Teachers College | Edward Chan Sieg |

### Vocale muziek

#### Werken voor koor
- 1962: - Benedictus es, Domine, voor gemengd koor en orgel (of piano)
- 1990: - Miracles, 26 gedichten van kinderen vanuit de Engelstalige wereld voor gemengd koor, dwarsfluit, klarinet, fagot, trompet, viool, contrabas, slagwerk en piano

#### Liederen
- 1962: - Creators, voor bariton en piano
- 1962: - Pansies, zangcyclus van 9 liederen voor bariton, viool, klarinet, hoorn, cello en contrabas - tekst: D.H. Lawrence
- 1966: - 13 Ways of Looking at a Blackbird, voor sopraan, dwarsfluit, hobo, klarinet, hoorn en fagot - tekst: Wallace Stevens
- 1990: - Good times, zeven gedichten voor mezzosopraan en piano - tekst: Lucille Clifton
  1. In the inner City
  2. My Mama
  3. Miss Rosic
  4. The 1st
  5. Still
  6. The Meeting after the Savior gone
  7. Good Times

### Kamermuziek
- 1958 rev.1961: - Three mood pieces, voor blaaskwintet (dwarsfluit, hobo, klarinet, hoorn en fagot)
- 1962: - Cassation, voor trompet, hoorn en trombone
- 1962: - Exchange, voor dwarsfluit en piano
- 1962: - Exchange, voor kleine trom en piano
- 1962: - Introduction and Allegro, voor trombone en piano
- 1962: - Koperkwartet nr. 2, voor 2 trompetten en 2 trombones
- 1962: - Koperkwartet nr. 3
- 1962: - Koperkwartet nr. 4
- 1962: - Romance, voor viool en piano
- 1962: - Selfish Giant Suite, voor dwarsfluit, klarinet, trombone (of fagot)
- 1962: - Sonate, voor cello en piano
- 1962: - Sonate, voor viool en piano
- 1962: - Trio, voor viool, altviool en cello
- 1962: - Winter Woods, voor klarinetkwartet
- 1963: - Glimpses, voor viool, altviool en cello
- 1963: - Prelude, voor viool en piano
- 1964: - Design, voor trompet en strijkkwintet (2 violen, altviool, cello en contrabas)
- 1964: - Instances, voor blaaskwintet
- 1964: - Sonate, voor altsaxofoon en piano
- 1965: - A Solo Symphony, voor viool, dwarsfluit, hobo, klarinet, hoorn, fagot en contrabas
- 1966: - Introduction and Allegro, voor trompet en piano
- 1968: - Saxofoonkwartet nr. 2
- 1970: - Toccata, voor koperkwintet en bandrecorder
- 1971: - After Guernica - The origin of prophecy - Luminescences - Refractions, voor klarinet en bandrecorder
- 1971: - Varieties, voor 3 trompetten, 4 hoorns, 3 trombones en tuba
- 1975: - Koperkwintet nr. 1, voor koperkwintet (2 trompetten, hoorn, trombone en tuba)
- 1975: - Koperkwintet nr. 2, voor koperkwintet
- 1975: - Koperkwintet nr. 3, voor koperkwintet (2 trompetten (1e trompet ook piccolotrompet, 2e trompet ook bugel), hoorn, trombone en tuba)
- 1976: - Conation - Entity II, voor piccolo, dwarsfluit, hobo, klarinet, altsaxofoon, fagot, hoorn, trompet, trombone, tuba, 4 violen, 3 altviolen, 2 celli, contrabas en bandrecorder
- 1976: - Exchange, voor tuba en piano
- 1982: - Duo quadri  Homage to Giovanni Gabrieli, voor cello-ensemble en trombone-ensemble
- 1988: - Iris - The Rainbow - A Maiden Acting as Messenger of the Gods, voor fluitkoor
- 1988: - Sonate, voor klarinet en piano
- 1988: - Three Moods, voor blaaskwintet
- 1989: - Chivalric Sonata, voor hoorn en piano
- 1989: - Fanfare and Processional, voor koperkwintet en buisklokken
- 1989: - Fireside Sketches, voor dwarsfluit (of viool), hobo (of viool, of klarinet, of sopraansaxofoon) en fagot (of cello, of trombone)
- 1989: - Intimacies, voor viool en cello
- 1989: - Sonare Profondo, voor trombonekoor
- 1989: - Sonate, voor dwarsfluit en piano
- 1989: - Sonate, voor trompet en piano
- 1989: - Sonate, voor tuba en piano
- 1989: - Trio, voor viool, cello en piano
- 1989: - Varieties, voor hobo en fagot
- 1990: - Aspects, voor 3 trompetten
- 1990: - Calls, voor 5 trompetten en bandrecorder
- 1990: - Colossi, voor tubaensemble (6 tuba's)
- 1990: - Gabriel's Song & Dance, voor koperkwintet
- 1990: - Refractions, voor hoorn en bandrecorder
- 1990: - Sinfonia, in 8 delen voor hoornkoor
- 1991: - Assortments, voor klarinet, trompet en viool
- 1991: - Katahdin, voor strijkkwartet
- 1991: - Sonate, voor sopraansaxofoon en piano
- 1991: - Varieties, voor klarinet, fagot, trompet, viool en cello
- - Concert, voor blaaskwintet en piano[2]
- - Saxofoonkwartet nr. 1
- - Suite, voor klarinet en cello

### Werken voor piano
- 1962: - Sonatina

### Elektroakoestische muziek
- 1990: - Del Camino
- 1973: - Entity One, voor 20 bandrecorders en 40 sprekers[3]

## Publicaties
- samen met Robert W Sherman: Aural Comprehension in Music, gehoortraining, New York: McGraw-Hill, 1972.
- samen met Robert W Sherman: Instructor's Manual for Aural Comprehension in Music, New York: McGraw-Hill, 1972.
- samen met Robert W Sherman: Student Workbook for Aural Comprehension in Music - Vol. 1-2, New York: McGraw-Hill, 1972.